# Local Government Areas
Nigerias delstater er inddelt i i alt  774 Local Government Areas (LGAs).
Hvert  local government area er administreret af et Local Government Council bestående af en formand for lokalområdet, og andre valgte medlemmer som kaldes Councillors.
Lokalregeringernes funktioner er beskrevet i den nigerianske forfatning og består blandt andet af:
- Økonomiske anbefalinger til staten;
- Opkrævning af skatter og afgifter;
- Etablering og vedligeholdelse Etablering og vedligeholdelse af kirkegårde og begravelsespladser og hjem for fattige eller svagelige;
- Indregistrering af  køretøjer mv.
- Etablering, vedligeholdelse og regulering af markeder, og offentlige toiletter;
- Opbygning og vedligeholdelse af veje, gader, kloaker, parker og pladser;
- Navngivning af veje og gader og nummerering af huse;
- Levering og vedligeholdelse af offentlig transport og renovation;
- Registrering af fødsler, dødsfald og ægteskaber;
- Vurdering af privatejede huse eller lejlighedskomplekser
- Styring og regulering af udendørs reklamer, butikker og kiosker, restauranter og andre steder til salg af fødevarer, og vaskerier.

Hver LGA er inddelt i mindre wards.